# Konservative Volkspartei

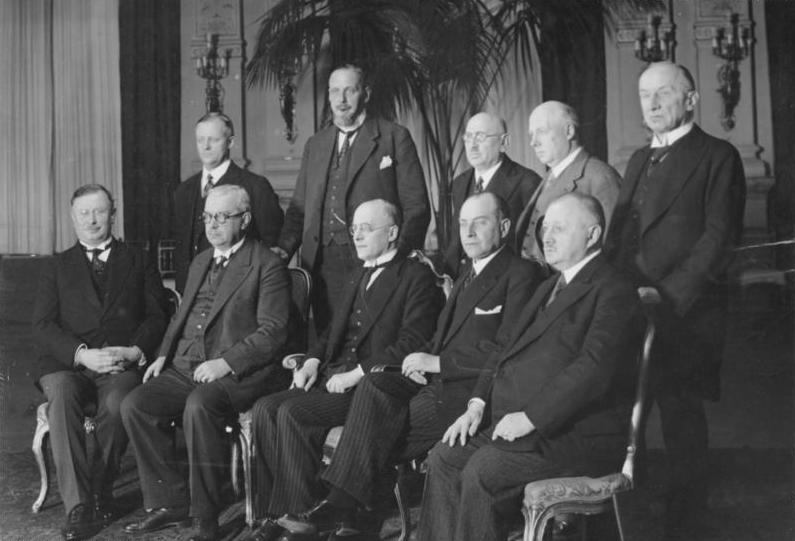
Kabinett Brüning I, 1930, mit Reichsminister Gottfried Treviranus von der KVP (zweite Reihe, ganz links)

Die Konservative Volkspartei (KVP) (hervorgegangen aus der Volkskonservativen Vereinigung) war eine im Juli 1930 entstandene Absplitterung von der Deutschnationalen Volkspartei (DNVP). Sie blieb eine zahlenmäßig unbedeutende Kleinpartei, war aber in den Reichsregierungen von Heinrich Brüning (1930–1932) vertreten. Sie repräsentierte den Teil der Konservativen, der loyal zum republikanischen Regierungssystem stand, anstatt dem neuen DNVP-Vorsitzenden Alfred Hugenberg in eine reine Oppositionsrolle zu folgen.

## Bezeichnung
Der Begriff volkskonservativ wurde anscheinend erstmals 1926 von Hermann Ullmann verwendet. Er dachte an konservative Erneuerer sowohl katholischen wie auch evangelischen Glaubens. Bereits damals meinte man eine christliche, soziale und antinationalistische Grundhaltung. In den beiden Jahren danach wurde der Begriff zur Sammelbezeichnung für diejenigen in der DNVP, die sich gegen den Rechtsruck 1928 in der Partei wandten und die frühere Zusammenarbeit mit dem Zentrum fortsetzen wollten. Der Begriff findet sich auch in einem Aufsatz von Walther Lambach, „Monarchismus“, von 1927. Darin hieß es, die DNVP solle nicht einseitig monarchistisch, sondern eine „volkskonservative Partei der Selbsthilfe“ sein.
Bei älteren DNVP-Mitgliedern wie Kuno Graf von Westarp oder in der Kreuzzeitung war die Bezeichnung umstritten, letztere meinte 1930, der Name Volkskonservative Vereinigung schwäche den klaren Begriff konservativ. Ullmann verteidigte den neuen Begriff aber, weil man seiner Meinung nach konservativ nie wieder als reaktionär solle verstehen können. Erasmus Jonas fasst in seiner Studie von 1965 zusammen, die Bewegung habe sich von der Nachkriegs-CDU nur dadurch unterschieden, dass sie zwischen konservativ und liberal noch einen Gegensatz gesehen habe. Ansonsten sei sie bereits eine antimarxistische Sammelpartei auf breiter ideologischer Grundlage gewesen.

## Geschichte

### Parteientstehung
Die Ursache für das Entstehen einer neuen Partei war die Kritik in Teilen der DNVP an der Politik von Alfred Hugenberg, der 1928 Graf Westarp vom Amt des Parteivorsitzenden verdrängt hatte. Insbesondere das Volksbegehren gegen den Young-Plan und die Zusammenarbeit mit der NSDAP stießen auf Missfallen. Als der aus dem Volksbegehren hervorgegangene Gesetzesentwurf „Gesetz gegen die Versklavung des Deutschen Volkes“ im Reichstag zur Abstimmung stand, verweigerten etwa zwanzig DNVP-Abgeordnete Hugenberg die Gefolgschaft. Dieser antwortete darauf mit Parteiausschlussverfahren. Gottfried Treviranus und weitere Abgeordnete traten aus der Partei aus. Graf Westarp legte den Fraktionsvorsitz nieder. Einige der Dissidenten traten dem Christlich-Sozialen Volksdienst bei, andere der Christlich-Nationalen Bauern- und Landvolkpartei.
Eine Gruppe um Treviranus und Lambach bildete am 28. Januar 1930 in einer Versammlung im Preußischen Herrenhaus eine neue Gruppierung mit der Bezeichnung Volkskonservative Vereinigung. Die offizielle Gründung war bereits am Vortag erfolgt. Anfangs sollte die Vereinigung keine Partei sein, sondern nur neben der DNVP die Gleichgesinnten sammeln und diese Partei selbst wieder auf den früheren Kurs bringen. Aus dem Provisorium „Volkskonservative Vereinigung“ wurde dann eine Art überregionaler politischer Klub. Im Herrenhaus und später bei der Gründung der Volkskonservativen Vereinigung sprach Treviranus davon, dass die DNVP sich zwischen einem konservativen und einem nationalsozialistischen Kurs entscheiden müsse; die Volkskonservative Vereinigung sei bereit, in einer großen rechten Partei aufzugehen. Ein Parteiprogramm gab es daher nicht.
In demselben Jahr kam es einige Monate später wegen der Haltung zur Regierung von Heinrich Brüning noch einmal zu Abspaltungen in der DNVP-Fraktion. Diesmal verließ eine Gruppe um Westarp die Partei. Danach schlossen sich diese Gruppe und die Volkskonservative Vereinigung zur „Konservativen Volkspartei“ zusammen.

### 1930–1932
Die Partei unterstützte Brünings Politik der rechten Mitte. Treviranus war selbst von März 1930 bis Mai 1932 in der Regierung vertreten und verlieh der Partei damit ein über ihre quantitative Vertretung hinausgehendes Gewicht. Mit Brünings Entlassung endete auch Treviranus’ Tätigkeit als Minister und damit die Teilhabe der KVP an der politischen Macht. Zur Reichstagswahl im Juli 1932 trat die KVP nicht mehr an.

### Außerparlamentarisch
In der Zeit der auf Brüning folgenden Präsidialkabinette war die KVP nicht mehr parlamentarisch vertreten. Der Regierung von Franz von Papen (Kabinett Papen) begegneten die Volkskonservativen mit abwartender Skepsis. Sie erwarteten eine längerfristige Reaktionsära und sahen etwa die Beschneidung der Arbeitslosenversicherung und Papens undiplomatische Außenpolitik kritisch. Den Preußenschlag, also die Entmachtung der demokratischen Regierung Preußens, begrüßte die KVP jedoch anfangs.
Anfangs mit Abstand, dann notgedrungen positiv stand die Partei Reichskanzler Kurt von Schleicher (ab Dezember 1932) gegenüber. Auch wenn keine engen Bindungen zu ihm erwuchsen, so brachte es die Partei ihm näher, als er zu der Politik Brünings zurückkehrte. Die Aussöhnung Brünings und Groeners mit Schleicher trug ebenfalls dazu bei. Am 17. Dezember 1932 meinte Dähnhardt, Schleicher sei die einzige Alternative zu Hitler. Damit schloss er sich der Meinung des einflussreichen Deutschnationalen Handlungsgehilfenverbandes an, der zuvor eine Koalition von Nationalsozialisten und Zentrum befürwortet hatte.
Adolf Hitler und seinem Programm begegneten die Volkskonservativen mit Unsicherheit. Es sei nicht klar, was ein Begriff wie Drittes Reich bedeuten solle. Noch am 18. Februar 1933, als Hitler bereits Kanzler war, hieß es in den Volkskonservativen Stimmen, ein faschistisches Experiment könne nicht von langer Dauer sein. Als mögliche Regierungsform für Deutschland bleibe künftig nur der autoritäre Staat. Die Krise der KVP zeigte sich deutlich darin, dass widersprüchliche Empfehlungen für die Reichstagswahl am 5. März ausgegeben wurden: teilweise für die Kampffront Schwarz-Weiß-Rot, also die ehemaligen Deutschnationalen, teilweise für die Christlich-Sozialen und indirekt auch für die Nationalsozialisten.
Ab dem 31. März 1933 erschienen die Volkskonservativen Stimmen aus Geldmangel nicht mehr. Am 1. Mai 1933 zerstörte Heinz Dähnhardt das volkskonservative Archiv, das ins Haus der Gewerkschaften ausgelagert worden war. Wie alle anderen verbliebenen Parteien wurde die KVP am 14. Juli 1933 per Gesetz verboten. Treviranus flüchtete Mitte 1934 ins Ausland.

## Programm
Die Konservative Volkspartei forderte ein Ende des „Systems regelloser Massenherrschaft durch einen der geschichtlichen Entwicklung und natürlichen Gliederung unseres Volkes entsprechenden Staatsaufbau“. Gemeint war damit eine berufsständische Verfassung.
Im Wahlaufruf von 1930 sprach die KVP sich für eine nationale, dennoch eher gemäßigte Außenpolitik aus, indem sie die Revision der „Tributlasten“ (der Reparationen des Ersten Weltkriegs) forderte, eine „Abstimmungsfreiheit für Eupen-Malmedy“, die Rückkehr des Saargebietes nach Deutschland und eine neue Grenzziehung im Osten. Innenpolitisch wollte die Partei eine nicht näher erklärte Reform der Aufgaben von Reich und Ländern, eine Stärkung der kommunalen Selbstverwaltung sowie die gesicherte Stellung der „Staatsdiener“. Statt der „Partei- und Programmwahl“ solle die „Personenwahl“ eingeführt werden.
Wirtschaftlich wollte die KVP einen „lebensfähigen Markt“ und ein selbstständiges Gewerbe sehen, das gegen Wettbewerb und Verstaatlichungsneigungen des Staates zu schützen sei. Auszubauen seien die berufsständischen Gliederungen. Vom Staat geförderte Kultur müsse „mit den Grundsätzen der christlichen Heils- und Sittenlehre übereinstimmen“.

## Struktur
Die Volkskonservative Vereinigung und dann die Konservative Volkspartei hatte eine Reichsgeschäftsstelle in Berlin. Die KVP hatte laut Satzung vom 17. Dezember 1930 einen 25-köpfigen Reichsvorstand, der auf zwei Jahre gewählt wurde. Er wählte die elfköpfige Reichsgeschäftsführung, zu welcher der Parteivorsitzende und der Hauptschriftleiter der Parteizeitung Volkskonservative Stimmen gehörten. Die laufende Geschäftsführung hatte eine Person aus dem Vorstand inne. Provisorischer Vorsitzender war zunächst Treviranus, ab dem 15. Dezember Paul Lejeune-Jung. Dieser trat 1932 zurück, und Heinz Dähnhardt übernahm die Geschäftsführung. In den Regionen Deutschlands war die KVP nur wenig verankert.
Die neben der KVP zeitweise wieder auflebende Volkskonservative Vereinigung gab sich 1931 eine Satzung, der zufolge sie „die politische Zusammenfassung aller Kräfte“ erstrebte, die „entschlossen sind, im Sinne des ‚Konservativen Manifests‘ vom 15. Februar 1931 für einen freien, kraftvoll geführten deutschen Staat zu kämpfen.“ Jeder Deutsche konnte Mitglied werden. Die Mitgliederversammlung, die „Reichstagung der Konservativen“, wählte für zwei Jahre den „Führerring“, der sich einen „Sprecher“ gab. Reichstags- und Landtagsabgeordnete durften darin kein Mitglied sein, sondern gehörten einem „Parlamentarischen Ring“ an.
Seit 1930 gab es in der Vereinigung die Schriftenreihe Volkskonservative Flugschriften, für die Mitarbeiter die Volkskonservativen Führerbriefe. Ferner hatten die Volkskonservativen Kontakte zur Täglichen Rundschau und zur Deutschen Allgemeinen Zeitung.

## Bedeutung
Die Konservative Volkspartei verstand sich selbst als Kristallisationskern einer bürgerlichen Sammlungsbewegung. Dazu kam es indes nicht und die Organisation blieb eine Honoratiorenpartei. Einen Massenanhang und einen nennenswerten Parteiapparat hatte sie nie. Insbesondere fehlte ihr anders als der DNVP die Unterstützung der agrarischen Interessenverbände in den konservativen Hochburgen der preußischen Ostgebiete. Sie kam 1930 auf gerade einmal 10.000 Mitglieder. Finanziell erheblich unterstützt wurde sie von Seiten der Industrie, da diese den antigouvernementalen Kurs Hugenbergs ablehnte.

### Wahlergebnisse
Politisch blieb die Partei bei Wahlen weitgehend erfolglos. Bei der Reichstagswahl von 1930 kam sie auf vier Mandate durch eine Listenverbindung mit der Landvolkpartei. Aber auch bei dieser Wahl gaben ihr nur etwa 300.000 Wähler ihre Stimme, was 0,8 % der abgegebenen gültigen Stimmen entsprach. Nur vereinzelt wurden nennenswerte Erfolge erzielt: in Oberbayern durch die dortige Kandidatur des populären Weltkriegsgenerals Paul von Lettow-Vorbeck (KVP 4,0 % gegenüber 2,1 % für die DNVP, in München sogar 6,2 % KVP gegenüber 2,4 % DNVP), in Schaumburg-Lippe (2,5 %), im Land Lippe (2,0 %), der Heimat von Treviranus, und in den Freien Städten Hamburg (2,8 %) und Lübeck (2,2 %). Der Versuch eines Zusammenschlusses der bürgerlichen Parteien unter Einschluss der Volkskonservativen im Jahr 1932 scheiterte, daher trat die KVP bei den Reichstagswahlen 1932 nicht mehr an. Damit endete ihre wahrnehmbare parteipolitische Tätigkeit.
Ihr einziges Mandat auf Länderebene erreichte sie 1930 bei der Bürgerschaftswahl in Bremen.